# Eubostrichus cobbi
Eubostrichus cobbi är en rundmaskart som först beskrevs av John Inglis 1968.  Eubostrichus cobbi ingår i släktet Eubostrichus och familjen Desmodoridae. Inga underarter finns listade i Catalogue of Life.